# Isla Dorada
Isla Dorada es el nombre que recibe una de las 3 islas artificiales ubicadas en la entrada del Lago de Maracaibo, específicamente en la parroquia Coquivacoa del Municipio Maracaibo del estado Zulia al oeste del país suramericano de Venezuela.
Construida con tierras ganadas al mar durante uno de los booms petroleros de Venezuela. Su edificación se planifico con fines básicamente residenciales aunque existen algunos locales comerciales.
Se trata de una de las 5 islas artificiales más conocidas de Venezuela junto con la Isla petrolera de La Salina y la Isla  turística Paraíso ubicada al noreste del territorio venezolano en el estado Anzoátegui. Posee una superficie estimada en 6.5 hectáreas (equivalentes a 0,06 kilómetros cuadrados).

## Historia
Su construcción se inicio en 1971 siendo finalizadas en 1986. Al inicio las otras islas fueron llamadas Costa Brava y Cabo Norte Villas pero posteriormente se les asigno los nombres Isla Caracas (en medio de las otras dos islas e Isla Maracaibo la más cercana a la costa y en el extremo sur) .
En 2013 se registró un incendio en uno de los edificios de la Isla Dorada, el incidente no causo fallecidos sino daños materiales.
En 2019 durante un operativo de la Guardia Nacional de Venezuela se encontraron armas en uno de los edificios de la Isla Dorada, el gobierno venezolano denuncio que supuestamente serian usadas en una manifestación política.
En julio de 2020 se realizaron inspecciones a los puentes que conectan las islas con la costa zuliana debido a que se denuncio que existía el peligro de que colapsaran debido a la falta de mantenimiento. El problema surgió debido al alto transito de camiones cisternas que atienden las necesidades de parte de los pobladores en cuanto a agua, por lo que se limito temporalmente el numero de vehículos que podrían ingresar a la islas por los puentes.
En Junio de 2022 un derrame de petróleo producto de la actividad económica principal del área (la extracción de hidrocarburos) afecto a la región incluyendo a la Isla Dorada.

## Véase también

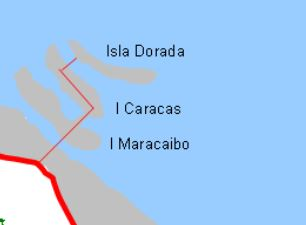
Mapa de las Islas artificiales: Dorada, Maracaibo y Caracas en Lago de Maracaibo